# Deinopa tincticollis
Deinopa tincticollis là một loài bướm đêm trong họ Erebidae.